# Kästadal

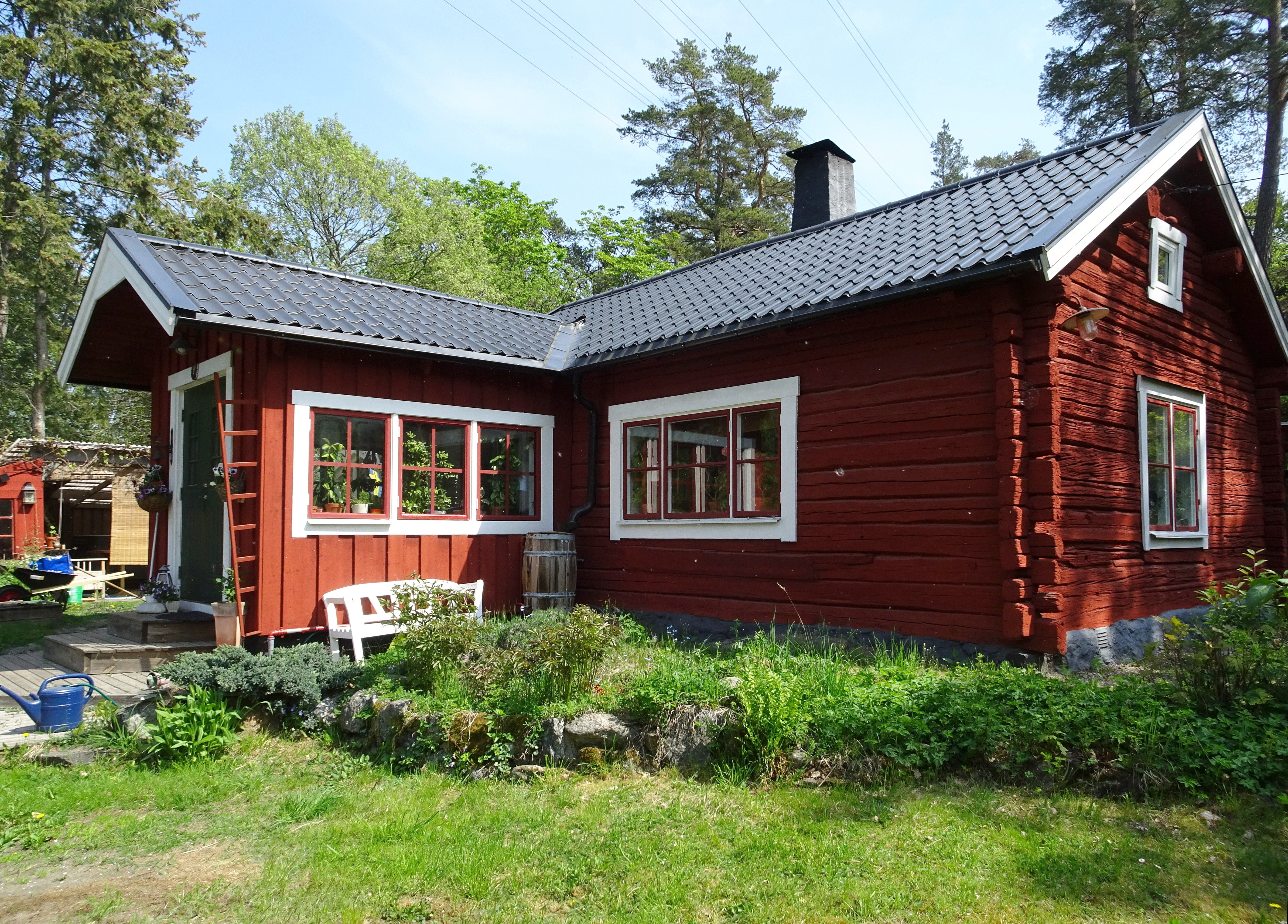
Torpet Kästadal i maj 2019. Husdelen till vänster är från senare tid.

Kästadal (äldre skrivning Kjestadal) var ursprungligen ett dagsverkstorp i Botkyrka socken i nuvarande Botkyrka kommun. Torpet härrör från 1600-talet och är ett av kommunens äldsta bevarade torp. Det finns på sin ursprungliga plats vid dagens Kästadalsvägen 145. Vägen är uppkallad efter torpet.

## Historik

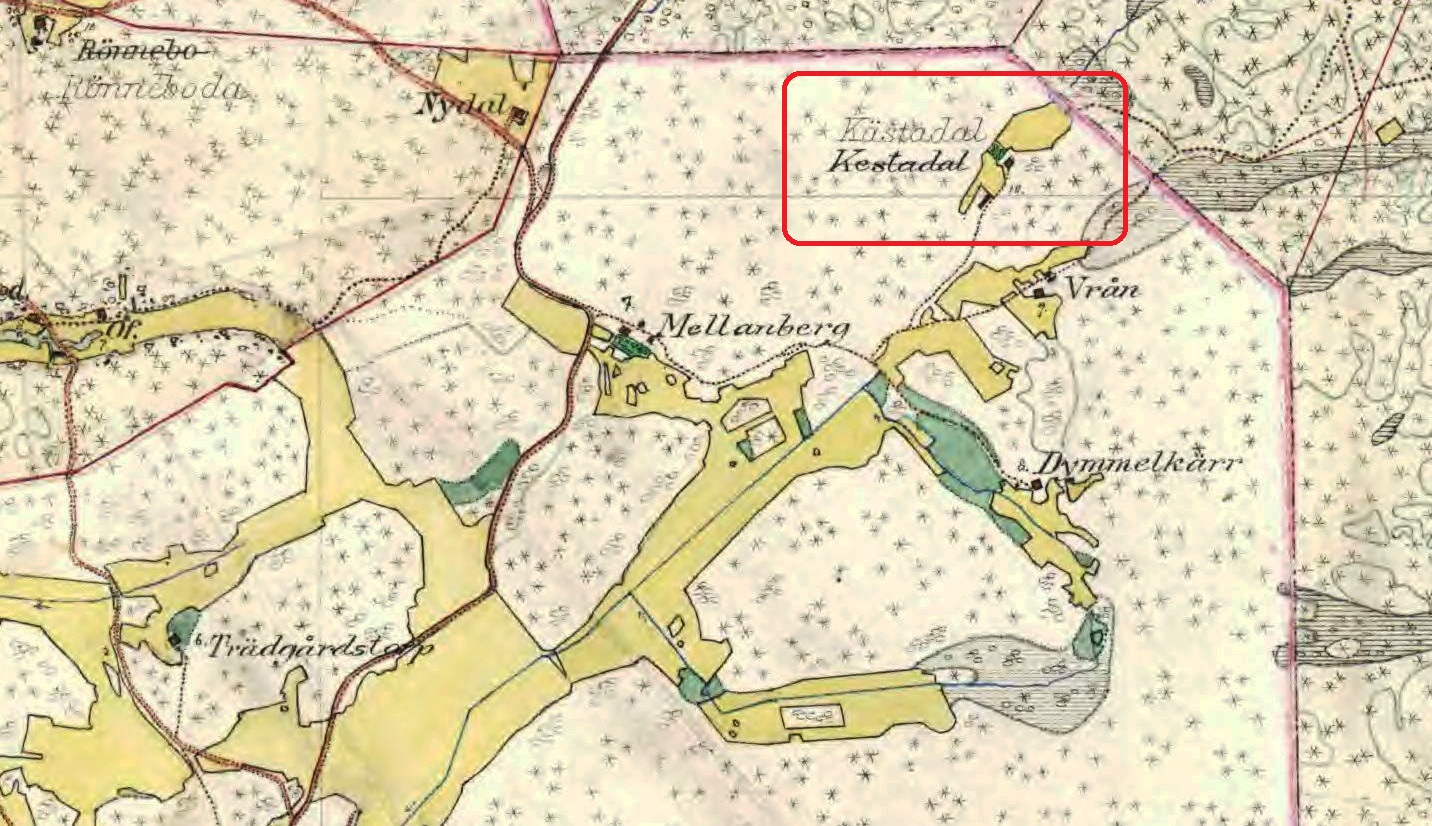
Kästadal längst upp i norr, omkring 1900.

Under Tullinge gård lydde flera torp, bland dem Lisalund, Älgenstorp, Nyängen, Gröndal och Kärrdal i södra delen samt Trädgårdstorp, Mellanberg och Dymmelkärr i norra delen av Tullinges ägor. Trädgårdstorp finns kvar och ägs sedan 1962 av Botkyrka Hembygdsgille och är deras bygdegård och festplats. Längst i norr, nära gränsen till Huddinge socken fanns och finns fortfarande torpet Kästadal. Förleden ”Kästa” kan betyda "Kättils ställe" (se även Huddingeområdet Kästa).
Torpet är en knuttimrad enkelstuga från 1600-talet och var ett av dagsverkstorpen under Tullinge. Torparen var tvungen, för att få bebo och bruka torpet, fullgöra vissa skyldigheter mot markägaren exempelvis i form av dagsverken, naturaprestationer eller kontanter.
De sista torparna var båtsmannen Oskar Wilhelm Bogstedt (1879–1968) med hustru Augusta Sjögren (1885–1953). Paret hade elva barn, ett av dem var konstnären och fotografen Ernfrid Bogstedt som upplevde sin tidiga ungdom på Kärstadal och tog en del äldre fotografier på sitt föräldrahem. Stugan renoverades in- och utvändigt 1945. De bodde här mellan 1931 och 1968 då fadern avled. Torpet tillbyggdes på 1960-talet samt 2006 och är numera permanentbostad med modern standard tillhörande Tullinge Trädgårdsstad.

## Bilder då och nu

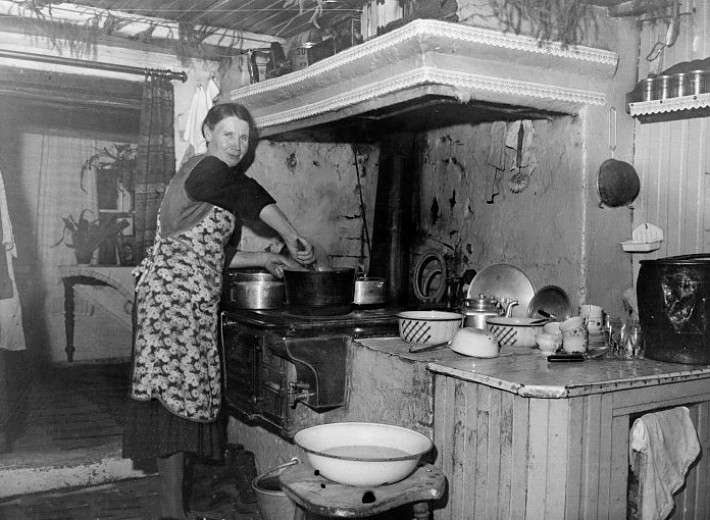
Augusta Bogstedt vid köksspisen 1935. Foto: Ernfrid Bogstedt.
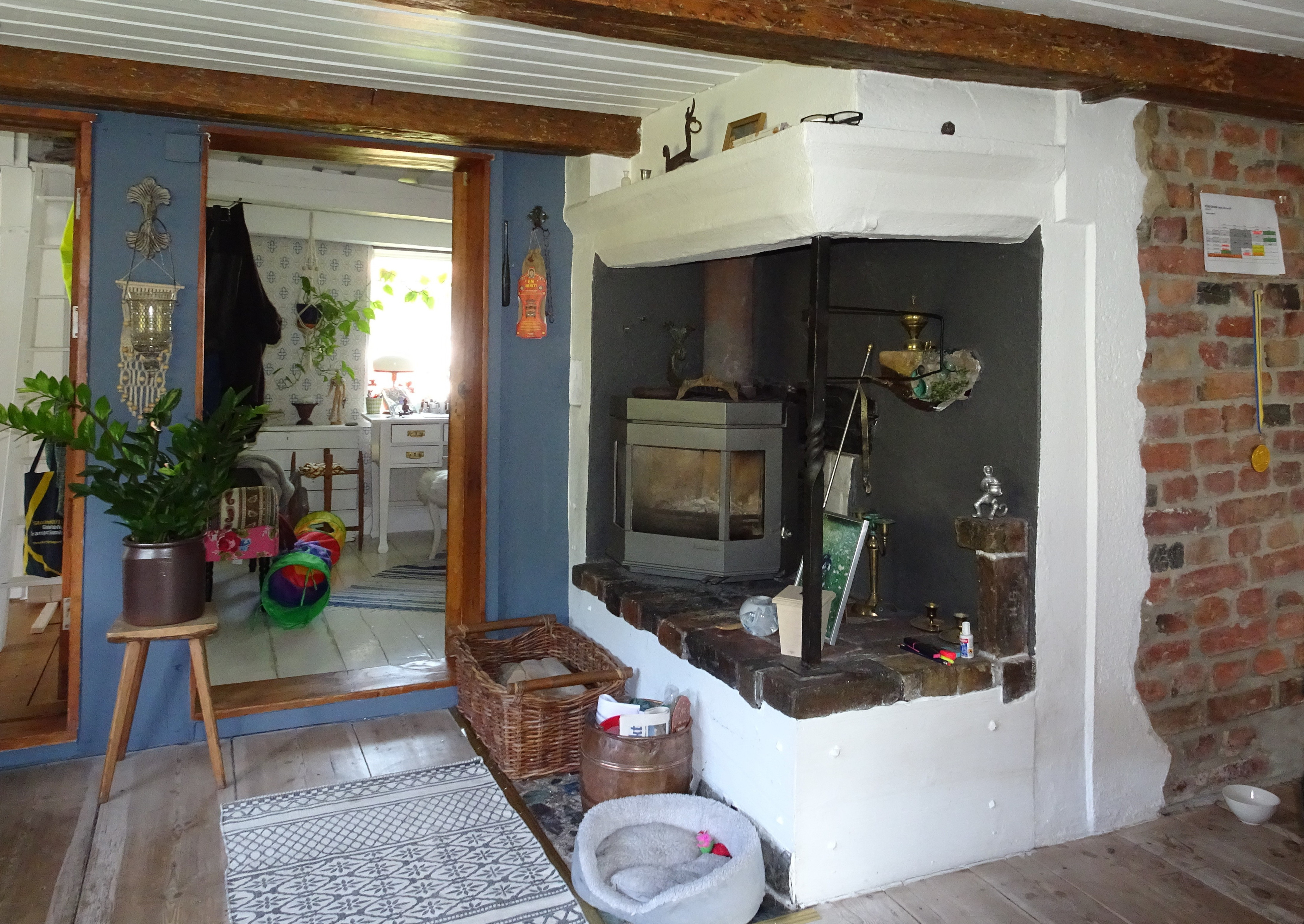
Den tidigare köksspisen är nu öppen spis i vardagsrummet.
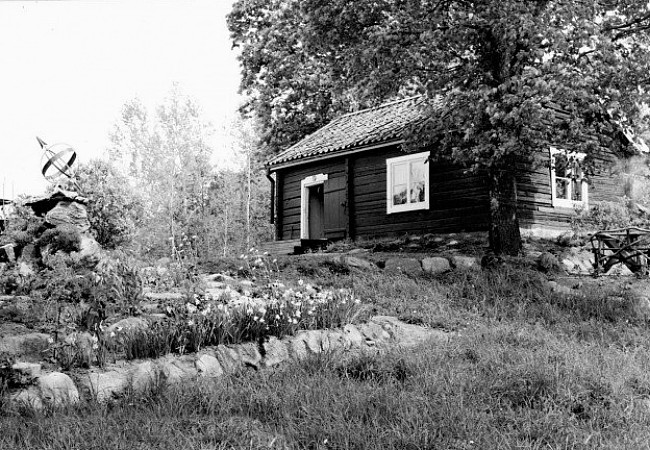
Torpet Kästadal efter renoveringen 1945. Foto: Ernfrid Bogstedt.
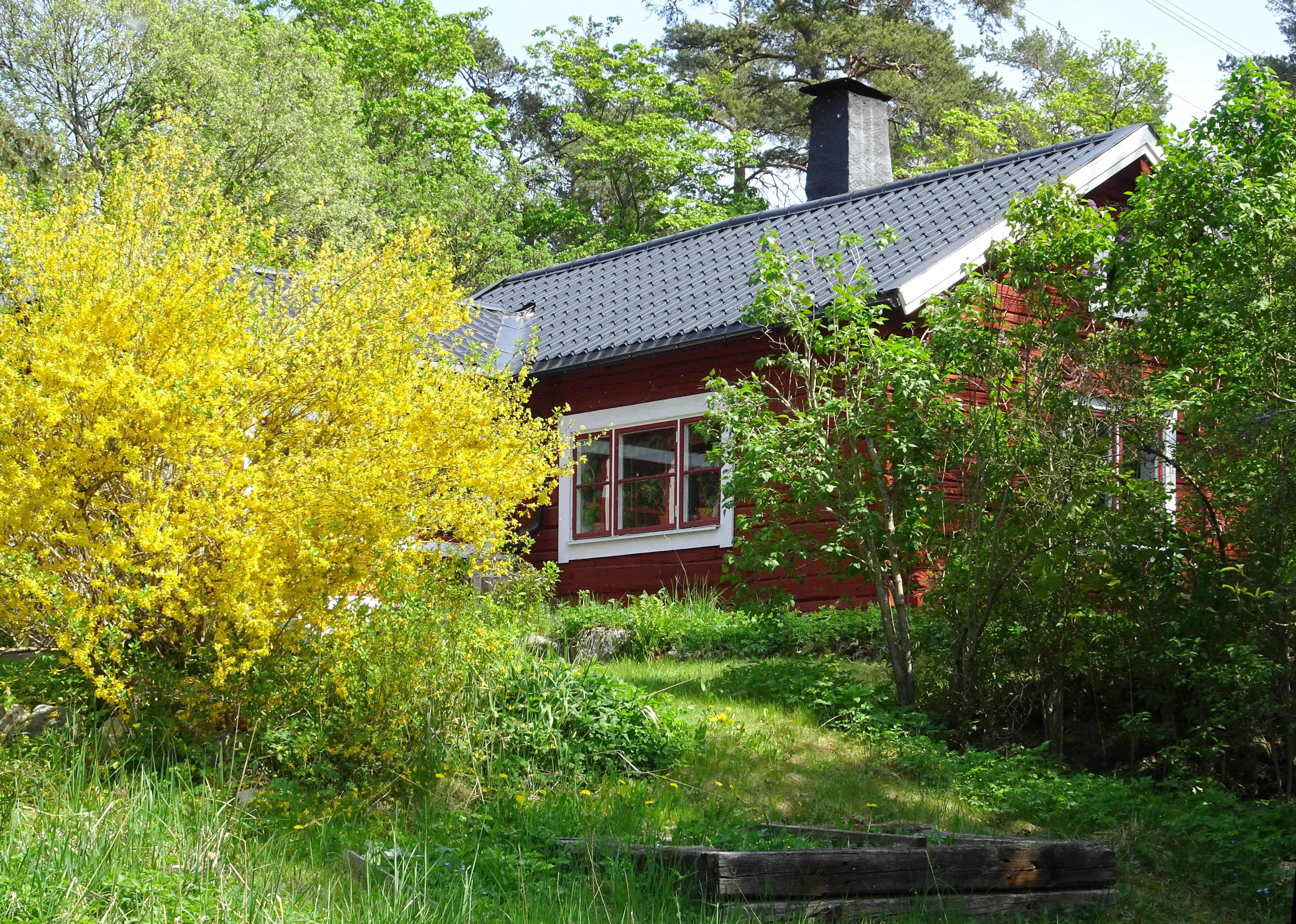
Byggnaden från samma vinkel i maj 2019.